# Brekkott Chapman
Brekkott Chapman (Roy (Utah), 16 de abril de 1996) es un baloncestista estadounidense que actualmente se encuentra sin equipo. Con 2,06 metros de estatura, juega en la posición de ala-pívot.

## Trayectoria deportiva
Es un jugador formado durante dos temporadas en los Utah Utes desde 2014 a 2016 y tras una temporada en blanco, en 2017 ingresaría en la Universidad Estatal de Weber para jugar dos temporadas con los Weber State Wildcats (2017-2019).
Tras no ser elegido en el Draft de la NBA de 2019, el 28 de junio de 2019 firma por el S.Oliver Baskets de la BBL alemana. Durante la temporada 2019-20 solo pudo disputar cuatro partidos debido a una lesión en la rodilla. 
El 10 de julio de 2020, volvió a firmar por el S.Oliver Baskets de la BBL. En octubre de 2020, volvió a lesionarse la rodilla, lo que requirió cirugía y lo dejó al margen al menos hasta noviembre de 2020.
En la temporada 2021-22, firma por el MLP Academics Heidelberg, recién ascendido a la Basketball Bundesliga..
El 18 de julio de 2022 firmó con Koshigaya Alphas de la B.League japonesa.
El 12 de julio de 2023 regresó a Alemania, firmando con el Baskets Oldenburg de la Basketball Bundesliga.
El 2 de julio de 2024 firmó con los Kagawa Five Arrows de la B3 League japonesa.